# Burggravensteen
De Burggravensteen was een kasteel in de Nederlandse dorp Cadzand, provincie Zeeland.
Het kasteel is vernoemd naar de functie van burggraaf en diende waarschijnlijk als hof voor de burggraaf van Brugge. Omdat de functie burggraaf vanaf begin 13e eeuw in Brugge niet meer werd gebruikt, zal het kasteel nog vóór die tijd, namelijk in de 12e eeuw, zijn gebouwd.
De oudste schriftelijke vermelding van het kasteel dateert overigens pas uit 1435: het leenregister van de Burg van Brugge maakte toen melding van ’s Buerchgraven steen.
In 1794 werd het kasteel verwoest, waarschijnlijk door Franse troepen. Toenmalig eigenaar was A.W.C. baronesse d’ Ablaing van Giessenburg.
Het kasteel zou omgracht zijn geweest, met een totale afmeting van 75 bij 50 meter. Archeologisch onderzoek in de jaren 90 van de 20e eeuw leverde bakstenen, puinresten, plavuizen en scherven op.

## Legende
Over de stichting van het kasteel bestaat een legende. In de 9e eeuw zou Liderick, forestier van Vlaanderen, goederen te Cadzand hebben geschonken aan een familie uit Ierland. Leden van deze familie bouwden vervolgens een kasteel in Cadzand, maar dit werd verwoest tijdens een aanval door Vikingen. Zij namen tevens de kasteelheer en zijn gezin gevangen en de Vikingleider stuurde de oudste zoon naar de Franse koning. Daar verging het de jongeman overigens goed en hij trouwde met de dochter van de hertog van Suffolk. Hun zoon droeg de naam Antonie van Casant en zijn oudste zoon zou het verwoeste Zeeuwse kasteel hebben herbouwd om er in te gaan wonen.
Aan de betrouwbaarheid van dit verhaal wordt weinig waarde gehecht. Wel was er in 1243 sprake van een ridder met de naam Wouter van Cadzand, maar een relatie met het kasteel of de legende is onbekend.
Aldegonde · Kasteel van Axel · Baarland · Baarsdorp · Barbestein · Biervliet · Bieweg · Blodenburg · Huis der Boede · Brijdorpe · Bruëlis · 't Burchtje · Burggravensteen · Buttinge · Coxijde · Crayenstein · Duinbeek · Duivelsberg · Ellewoutsdijk · Filippenburg · Geersdijk · Gistellis · Gravenhof · Slot Haamstede · Kasteel Hellenburg · Herkestein · Heuvelsweg · Hoge Huis · Ter Hooge · Hoogkamer · Kats · Kind van Trente · Kleverskerke · Kortgene · Kreke · Kruiningen · Laterdale · Lodijke · Maalstede (Hulst) · Maalstede (Kapelle) · Magdalon · Hof Ter Moere · Moermond · Te Mortiere · Muiden · Hof ter Nisse (Nisse) · Hof ter Nisse (Ossenisse) · Oostende · Oostende (Goes) · Oosterstein · Poelvoorde · Poortvliet · Popkensburg · De Pottere · Poucques · Pronkenburg · Ravenstein · Saeftingher Slot · Kasteel van Sint-Maartensdijk · Schengen · Sluis · Smallegange · Stavenisse · Tolhuis van Iersekeroord · Huus ter Tolne · Torenberg · Torenhoeve · Toren van Bourgondië · Troye · Valkenisse · Vinninghen · Vlissingen · Voorhoute · Waarde · Watervliet · Weldamme · Welland · Huis te Werf · Te Werve · Westenschouwen · Westhove · Westkerke · Windenburg · Zandenburg · Zwanenburg